# Number Ones
Number Ones er et opsamlingsalbum udgivet af den amerikanske musiker Michael Jackson. Albummet blev udgivet den 17. november 2003 (i USA dog den 18. november 2003) af Epic Records og Sony Music. Number Ones var Jacksons første egentlige opsamlingsalbum med Sony, efter udgivelsen af  HIStory: Past, Present and Future, Book I i 1995 (og efter genudgivelsen af dette album som Greatest Hits: HIStory, Volume I i 2001). Albummet indeholdt Jackson singler, der nåede nr. 1 på hitlister verden over. 
Number Ones indeholdt én ny sang, One More Chance og blev udgivet med fire forskellige covers, ligesom Invincible og i to forskellige versioner. I USA er indholdet anderledes end i resten af verden, og den amerikanske version indeholder bl.a. en liveversion af hans sang "Ben".

## International udgave
| #   | Titel                            | Sangskriver(e)                                                                 | Længde |
| --- | -------------------------------- | ------------------------------------------------------------------------------ | ------ |
| 1.  | "Don't Stop 'Til You Get Enough" | Michael Jackson                                                                | 3:56   |
| 2.  | "Rock with You"                  | Rod Temperton                                                                  | 3:40   |
| 3.  | "Billie Jean"                    | Michael Jackson                                                                | 4:53   |
| 4.  | "Beat It"                        | Michael Jackson                                                                | 4:17   |
| 5.  | "Thriller"                       | Rod Temperton                                                                  | 5:11   |
| 6.  | "I Just Can't Stop Loving You"   | Michael Jackson                                                                | 4:11   |
| 7.  | "Bad"                            | Michael Jackson                                                                | 4:06   |
| 8.  | "Smooth Criminal"                | Michael Jackson                                                                | 4:17   |
| 9.  | "The Way You Make Me Feel"       | Michael Jackson                                                                | 4:56   |
| 10. | "Man in the Mirror"              | Siedah Garrett, Glen Ballard                                                   | 5:03   |
| 11. | "Dirty Diana"                    | Michael Jackson                                                                | 4:40   |
| 12. | "Black or White"                 | Michael Jackson                                                                | 3:18   |
| 13. | "You Are Not Alone"              | R. Kelly                                                                       | 4:34   |
| 14. | "Earth Song"                     | Michael Jackson                                                                | 5:01   |
| 15. | "You Rock My World"              | Michael Jackson, Rodney Jerkins, Fred Jerkins III, LaShawn Daniels, Nora Payne | 4:25   |
| 16. | "Break of Dawn"                  | Dr. Freeze, Michael Jackson                                                    | 5:29   |
| 17. | "One More Chance"                | R. Kelly                                                                       | 3:49   |
| 18. | "Ben"                            | Walter Scharf, Don Black                                                       | 2:48   |

## Amerikanske udgave
| #   | Titel                            | Sangskriver(e)                                                                 | Længde |
| --- | -------------------------------- | ------------------------------------------------------------------------------ | ------ |
| 1.  | "Don't Stop 'Til You Get Enough" | Michael Jackson                                                                | 3:56   |
| 2.  | "Rock with You"                  | Rod Temperton                                                                  | 3:40   |
| 3.  | "Billie Jean"                    | Michael Jackson                                                                | 4:53   |
| 4.  | "Beat It"                        | Michael Jackson                                                                | 4:17   |
| 5.  | "Thriller"                       | Rod Temperton                                                                  | 5:11   |
| 6.  | "Human Nature"                   | Steve Porcaro, John Bettis                                                     | 4:05   |
| 7.  | "I Just Can't Stop Loving You"   | Michael Jackson                                                                | 4:11   |
| 8.  | "Bad"                            | Michael Jackson                                                                | 4:06   |
| 9.  | "The Way You Make Me Feel"       | Michael Jackson                                                                | 4:56   |
| 10. | "Dirty Diana"                    | Michael Jackson                                                                | 4:40   |
| 11. | "Smooth Criminal"                | Michael Jackson                                                                | 4:17   |
| 12. | "Black or White"                 | Michael Jackson                                                                | 3:18   |
| 13. | "You Are Not Alone"              | R. Kelly                                                                       | 4:34   |
| 14. | "Earth Song"                     | Michael Jackson                                                                | 5:01   |
| 15. | "Blood on the Dance Floor"       | Michael Jackson, Teddy Riley                                                   | 4:11   |
| 16. | "You Rock My World"              | Michael Jackson, Rodney Jerkins, Fred Jerkins III, LaShawn Daniels, Nora Payne | 4:25   |
| 17. | "Break of Dawn"                  | Dr. Freeze, Michael Jackson                                                    | 5:29   |
| 18. | "One More Chance"                | R. Kelly                                                                       | 3:49   |